# Айдын (вилайет)
Вилайет Айдын (осман. ولايت ايدين, Vilâyet-i Aidin'‎) — административная единица первого уровня (вилайет) Османской империи, располагавшаяся на юго-западе Малой Азии и охватывавшая исторические области Лидия, Иония, Кария и западную часть Ликии. 

## Демография
В начале XX века площадь вилайета Айдына составляла 45 000 км², в то время как предварительные результаты первой османской переписи 1885 года (опубликованные в 1908 году) оценивали население вилайета в 1 390 783 человека. Точность данных этой переписи колеблется от «приближённых» к «просто предположительным» в зависимости от регионов, в которых они были собраны. В 1920 году большую часть населения вилайета составляли христиане.

## Административное деление
Вилайет Айдын состоял из следующих санджаков:
- Санджак Смирна
- Санджак Сарукхан
- Санджак Айдын
- Санджак Ментеше
- Санджак Денизли